# Ovca Dolly
Ovca Dolly (5. srpnja 1996. – 14.veljače 2003.) bila je prvi sisavac koji je uspješno kloniran iz odrasle somatske stanice. Klonirana je na Institutu Roslin u Midlothianu u Škotskoj. Uginula je u dobi od šest godina. Njeno rođenje je objavljeno 22. veljače 1997.
Dolly je ispočetka imala šifrirano ime "6LL3". Ime "Dolly" dobila je u čast Dolly Parton, s obzirom na to da je klonirana stanica bila dio mliječne žlijezde. Tehnika koju je ovjekovječilo njeno rođenje je somatski stanični nuklearni transfer u kojem se stanica stavlja u ovum bez jezgre, a potom dvije stanice spajaju i razvijaju u embrij. Kada je Dolly klonirana, postala je predmetom kontroverzi koje traju do današnjih dana. 
9. travnja 2003. njeni su preparirani ostaci izloženi u Škotskom Nacionalnom muzeju u Edinburghu.

## Vanjske poveznice
- ovca Dolly, 1996-2000  Arhivirana inačica izvorne stranice od 6. studenoga 2008. (Wayback Machine) Znanstveni muzej, London (engl.)
- ovca Dolly u Škotskom Nacionalnom muzeju  Arhivirana inačica izvorne stranice od 26. ožujka 2013. (Wayback Machine) (engl.)